# Alfonso de Galarreta

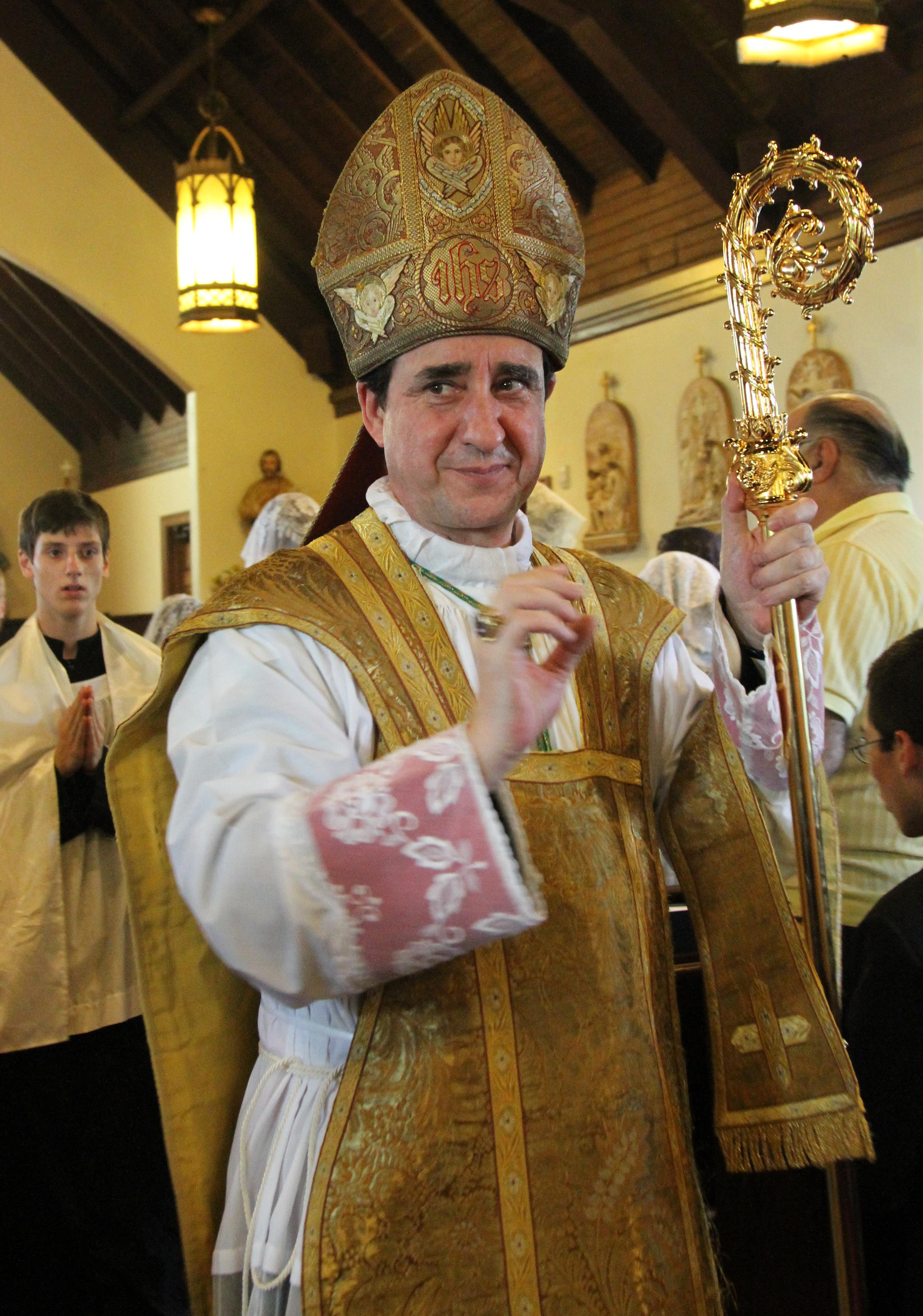

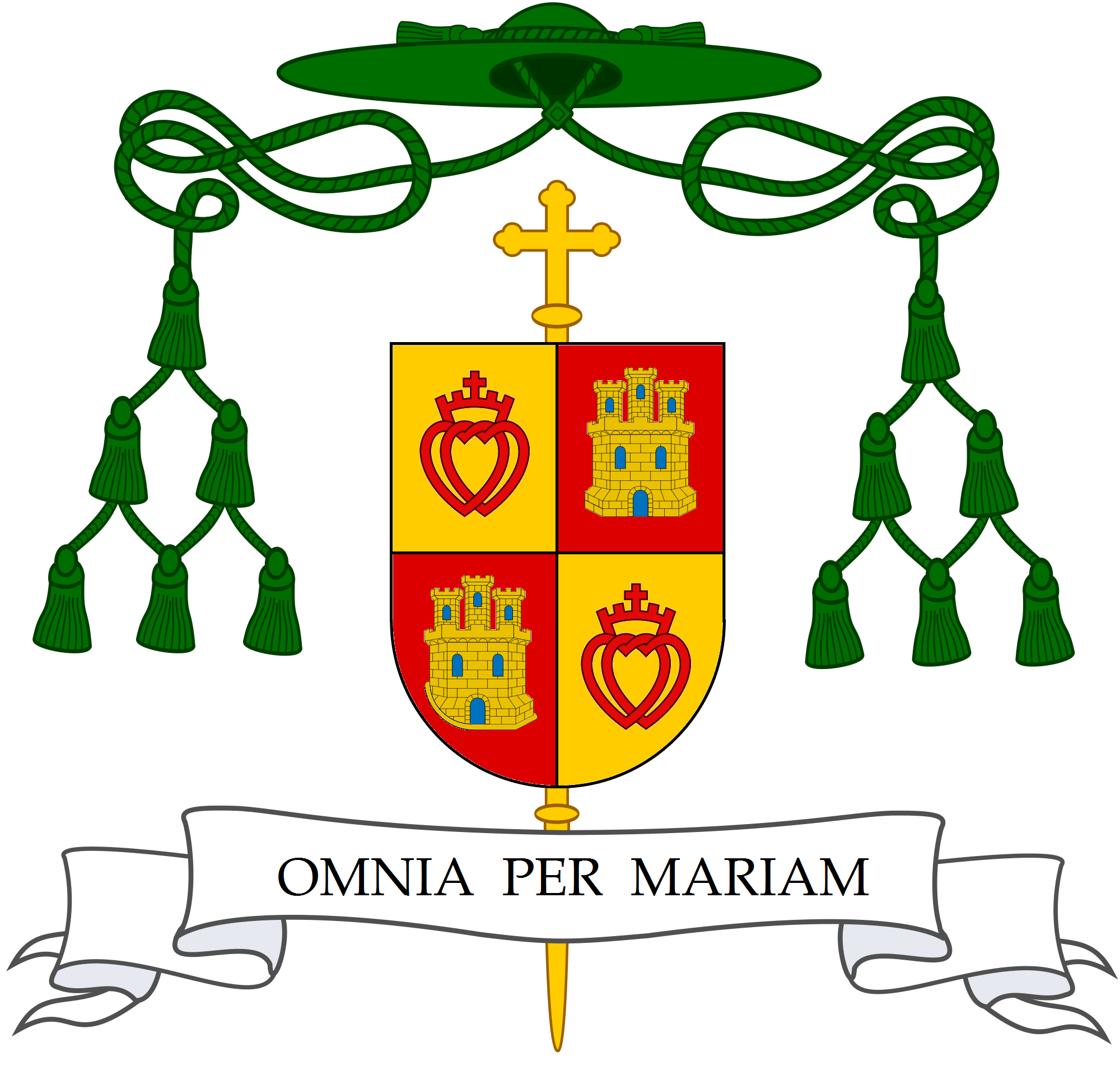
Wappen

Alfonso de Galarreta (* 14. Januar 1957 in Torrelavega, Spanien) ist einer von gegenwärtig zwei Bischöfen der Priesterbruderschaft St. Pius X. (FSSPX).

## Leben
Galarreta wurde in Spanien geboren, emigrierte aber früh mit seiner Familie nach Argentinien. 1975 trat er in das Priesterseminar in La Plata ein. Im Oktober 1978 wechselte er in das Internationale Priesterseminar St. Pius X. nach Ecône in der Schweiz.
Im August 1980 wurde er in Buenos Aires von Erzbischof Marcel Lefebvre zum Priester ordiniert. Nach seiner Priesterweihe lehrte er am Internationalen Priesterseminar im argentinischen La Reja. Von 1985 bis 1988 war er Superior (Leiter) des FSSPX-Distrikts Südamerika.

### Bischof der Priesterbruderschaft St. Pius X.
Am 30. Juni 1988 wurde er mit drei anderen Priestern durch den Gründer der FSSPX, Erzbischof Marcel Lefebvre, für die Priesterbruderschaft St. Pius X. zum Bischof geweiht. Weil diese Weihen aber gegen den Willen des Papstes erfolgten, erließ Papst Johannes Paul II. das Motu proprio Ecclesia Dei, mit dem festgestellt wurde, dass sich die Weihespender (Erzbischof Marcel Lefebrve und Bischof Antônio de Castro Mayer) die Tatstrafe der Exkommunikation zugezogen hätten.
Die Priesterbruderschaft bestreitet das Eintreten der Exkommunikation mit Berufung auf einen existierenden „Kirchennotstand“, weswegen Bischof Alfonso de Galarreta innerhalb der FSSPX weiterhin Sakramente, vor allem Firmungen und Weihen, spendete. Am 21. Januar 2009 hob Papst Benedikt XVI. die Exkommunikation von Alfonso de Galarretas auf.

### Bischofsweihe 1991 von Licínio Rangel
Am 28. Juli 1991 assistierte er in São Fidélis, Rio de Janeiro (Brasilien) bei der Konsekration von Licínio Rangel zum Bischof, dem Vorsitzenden der Priestervereinigung St. Johannes Maria Vianney.

### Weitere Tätigkeiten für die Priesterbruderschaft St. Pius X.
1989 übernahm de Galarreta die Leitung des Priesterseminars von La Reja.
1994 wurde er Superior des FSSPX-Distrikts von Spanien und Portugal und 2002 zweiter Assistent der FSSPX.
Ende Februar 2009 wurde er von Bernard Fellay, dem Leiter der FSSPX, erneut zum Regens des Priesterseminars in La Reja ernannt. Er wurde damit Nachfolger von Richard Williamson, der diese Funktion aufgrund Ungehorsams gegenüber der Priesterbruderschaft verlor. 2012 wurde der spätere Generalobere Davide Pagliarani dort sein Nachfolger.
Aus dem Generalkapitel, in dem Pagliarani zum Generaloberen gewählt wurde, ging de Galarreta als einer von zwei Assistenten hervor.